# Sztuczna wyspa

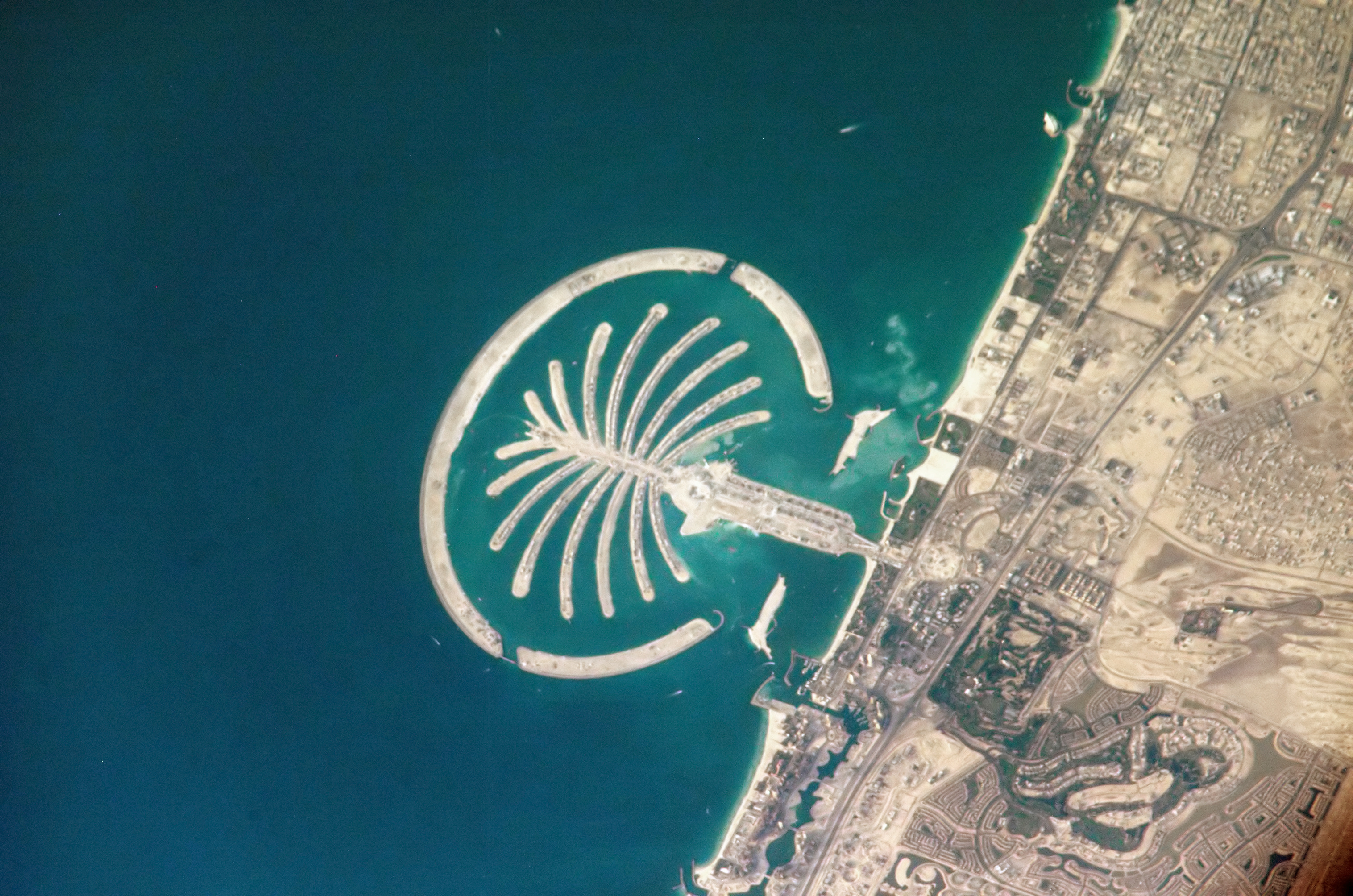
„Jumeirah” z kosmosu

Sztuczna wyspa – wyspa, wykonana ręką człowieka. Często tworzy się na istniejących rafach koralowych lub przez rozrost mniejszych wysepek.
Przykłady sztucznych wysp:
- „Formoza” – torpedownia w Gdyni Oksywiu.
- „Jumeirah” w Dubaju, tworząca zespół trzech największych na świecie sztucznych wysp o nazwie „Wyspy Palmowe”.
- „Piławski Ostrów” – wyspa w Rosji na Zalewie Wiślanym.

## Linki zewnętrzne

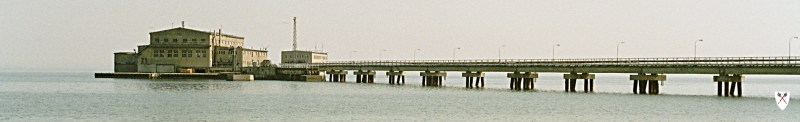
„Formoza”